# 1TV (georgisk TV-kanal)
1TV (georgiska: 1 არხი, 1 archi) är en georgisk TV-kanal som ägs och styrs av Georgiens offentliga television. Kanalen lanserades år 1956 och är TV-bolagets huvudkanal.